# Chanel Nº 5
Chanel Nº 5 è un profumo della casa di moda Chanel, considerato uno dei più celebri della storia, nonché il più venduto di sempre con più di 80 milioni di flaconi venduti.

## Storia

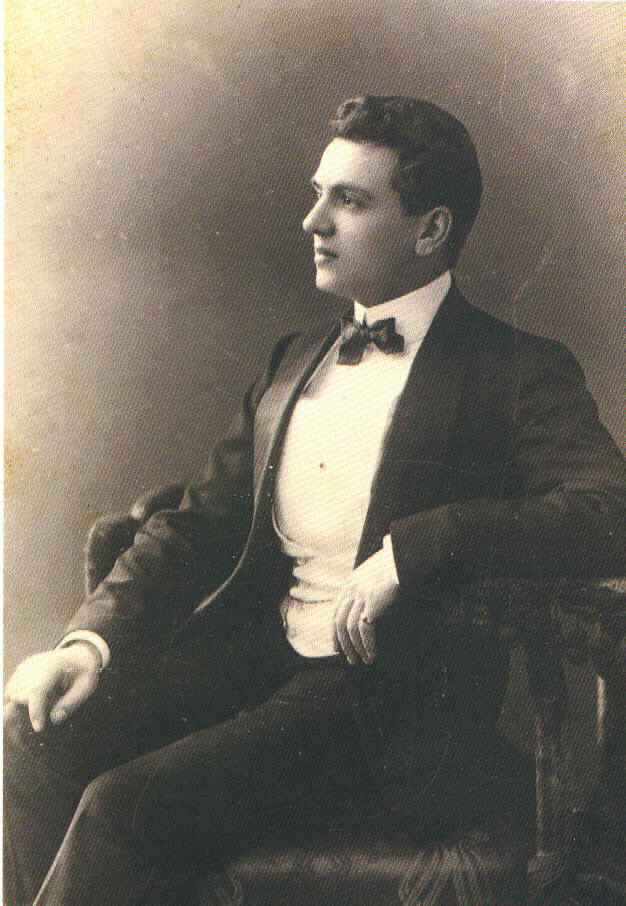
Le nez de Chanel: il profumiere Ernest Beaux

Fu voluto da Coco Chanel con il suggerimento del principe Dmitrij Pavlovič Romanov di cui era l'amante e commissionato al chimico Ernest Beaux, che miscelò essenze naturali (in particolare di gelsomino e di rosa) e sintetiche in modo considerato innovativo per l'epoca. Grazie all'uso delle essenze sintetiche (le aldeidi), il profumo si poteva sentire molto a lungo, a differenza degli altri profumi che dovevano essere dosati in gran quantità e la cui essenza entro poco tempo tendeva comunque a scomparire. Chanel, che all'epoca aveva 38 anni, commissionò il profumo scostandosi, secondo il suo stile, dal romanticismo e dalle convenzioni dell'epoca ("Non voglio nessun olezzo di rose o mughetto" spiegò Chanel, "voglio un profumo elaborato"). I profumi femminili erano allora basati principalmente sull'essenza di un unico fiore, mentre per Chanel No. 5 fu creato un bouquet provocante, basato su muschio e gelsomino, odori generalmente attribuiti a cortigiane e prostitute. Il risultato fu un profumo totalmente nuovo, che non assomigliava a nessun altro sul mercato: era gradevole e artificiale, non riconducibile a nessuna essenza specifica. No. 5 conteneva un'aldeide, il 2-metil-1-decanale, tra un totale di 80 ingredienti, un composto sintetico con l'odore di arancia. All'epoca tale genere di ingredienti erano scarsamente diffusi fra i profumieri: No. 5 fu il quarto profumo della storia della profumeria a fare uso delle aldeidi, dopo Reve d'Or (1905) e Floramye (1905) di Pierre Armingeant e Georges Darzens e il più noto Quelques Fleurs di Robert Bienaimé (1912) che Beaux aveva studiato e imitato.

Anche il nome del profumo era innovativo: No 5. Si suppone che Chanel lo abbia scelto dopo avere annusato la quinta boccetta d'essenza di prova che Beaux aveva preparato.. Quando le fu chiesto che nome intendesse dare alla fragranza, Chanel rispose:
(Coco Chanel)
Il profumo ottenne un immediato successo e aprì a Coco Chanel la strada alla produzione industriale di profumeria. Nel 1924 la stilista stipulò un contratto con Pierre Wertheimer, proprietario di Les Parfumeries Bourjois, la più famosa casa francese cosmetica del tempo, per creare una nuova società, Les Parfums Chanel, cedendo i diritti della produzione del profumo e la sua gestione a livello internazionale in cambio del 10% delle azioni. Nei decenni successivi le relazioni fra la stilista e la società saranno caratterizzate da profondi conflitti.
Durante la seconda guerra mondiale i soci de Les Parfums Chanel fuggirono negli Stati Uniti e per diversi anni continuarono la produzione del profumo presso Hoboken, in New Jersey. Riuscirono a mantenerne intatta la qualità grazie a H. Gregory Thomas, ex presidente della casa di profumi Guerlain, che tornò in Europa e riuscì a procurarsi le essenza botaniche di gelsomino e di rosa di Grasse, luogo dal quale provenivano le materie prime del profumo fin dalla sua nascita. Il fatto che la qualità del profumo non si sia abbassata durante la guerra, periodo nel quale esso divenne un simbolo di lusso sia negli Stati Uniti che in Europa, Germania compresa, viene considerato uno dei motivi che ne decretarono il successo per un periodo così lungo. Durante la guerra il profumo fu distribuito anche attraverso gli spacci militari dell'esercito statunitense (i Post Exchange), esentasse, e ciò contribuì ad aumentarne la diffusione presso la classe media, a dispetto del carattere esclusivo e di lusso che Coco Chanel aveva voluto attribuirgli alla sua nascita.
Per decine di anni è stato il profumo più venduto in Francia, prima di perdere il suo primato nel 2011, superato da J'adore di Parfums Christian Dior.

## Confezione

La classica confezione di Chanel No. 5.

La confezione era una semplice bottiglia da farmacia trasparente, in vetro pregiato o, per i clienti più importanti, in cristallo, con un'etichetta minimale bianca e nera. Seguendo la nascente tendenza ad utilizzare flaconi in stile modernista, si differenziava dalle tradizionali ed elaborate boccette di profumo riccamente decorate come quelle, all'epoca molto apprezzate, della cristalleria Baccarat e di René Lalique. La prima bottiglietta prodotta nel 1919 era più piccola e più arrotondata rispetto a quella conosciuta oggi, la cui produzione iniziò solo nel 1924. Il flacone originale infatti si era rivelato troppo fragile e fu sostituito da uno più squadrato, che negli anni successivi rimase praticamente invariato.
Al contrario il tappo nel corso degli anni è stato oggetto di numerose modifiche. Il tappo originale era di vetro. Al suo posto venne istituito un tappo ottagonale nel 1924, più consono al nuovo design della bottiglia. Nel 1950 fu dato al tappo un taglio maggiormente smussato ed una silhouette più voluminosa. Nel 1970 il tappo è diventato ancora più grande, ma nel 1986 le sue dimensioni si sono ridotte per rendere più armoniose le proporzioni dell'intera bottiglia.
Per l'etichetta fu scelto un carattere senza grazie tipico del design d'avanguardia dell'epoca, mentre il logo della casa Chanel venne stampato sul tappo del flacone fin dal 1921.
Il flacone di Chanel No. 5, nel corso degli anni, è diventato un oggetto talmente identificabile che Andy Warhol decise di commemorare il suo stato di icona a metà degli anni ottanta con l'opera pop art intitolata "Ads: Chanel", una serie di serigrafie ispirate a pubblicità del profumo apparse fra il 1954 e il 1956.

## Pubblicità

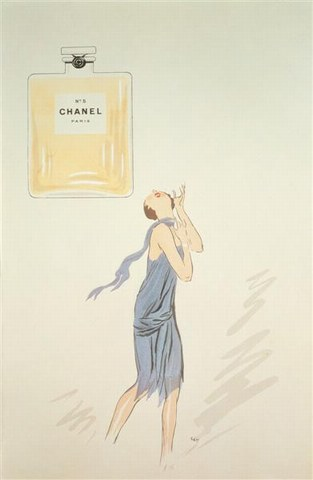
Vignetta di Sem, prima immagine nota di Chanel No. 5.

Dal 1921 al 1924 Il profumo fu venduto all'interno delle boutique di Coco e non fu pubblicizzato in alcun modo, affidando il proprio successo esclusivamente al passaparola. Le prime immagini di No. 5 si devono all'illustratore francese Sem (pseudonimo di Georges Goursat) che, dopo aver dedicato a Coco alcune caricature sui giornali, già nel 1921 riconosceva il successo del profumo della stilista in uno schizzo erroneamente considerato la sua prima pubblicità, raffigurante una maschietta al di sotto di un grande flacone di profumo. Nel 1923 Sem pubblicò una seconda vignetta satirica che ritraeva la stilista nel suo atelier, un quadretto racchiuso nel profilo del flacone di No. 5.
La prima vera e propria pubblicità nota del profumo risale al 16 dicembre 1924 e uscì sul New York Times a nome del centro commerciale Bonwit Teller, avente allora sede sulla lussuosa Quinta Strada. La strategia di promozione de Les Parfums Chanel restò scarna e indefinita fino al 1934, quando decise di promuovere No. 5 come il profumo per eccellenza della casa, a discapito delle altre fragranze prodotte e che avevano ottenuto minor successo, con una pubblicità uscita il 10 giugno sempre sul New York Times. Arrivati all'epoca della guerra, il profumo aveva ottenuto un successo tale fra le classi abbienti e come status symbol per quelle medie, che i soldati americani a Parigi facevano file di ore per portarsi a casa un flacone che ricordasse loro l'idea dell'eleganza e del lusso europei.
Dopo la guerra, la più grande testimonial della fragranza è stata Marilyn Monroe. Durante un'intervista nel 1952, l'attrice dichiarò:
(Marilyn Monroe)
Questa frase, che nel corso degli anni sarebbe stata riportata in numerose varianti, fu poi utilizzata sulla locandina pubblicitaria del profumo nel 1955, corredata da una foto della Monroe scattata nello stesso anno da Ed Feingersh.
Altre celebri testimonial del profumo furono Catherine Deneuve, Ali MacGraw, Lauren Hutton, Jean Shrimpton, Carole Bouquet, Nicole Kidman e Audrey Tautou. La stessa Coco Chanel prestò la propria immagine per una pubblicità su Harper's Bazaar.
Durante gli anni settanta il profumo viene pubblicizzato tramite una serie di spot televisivi diretti da Helmut Newton che vedono come protagonista Catherine Deneuve.
Tra la fine degli anni settanta e i primi anni novanta, il regista britannico Ridley Scott firmò diversi spot pubblicitari per Chanel nº 5. Tra questi: "La Piscine" (1979), "L'invitation au rêve" (1982), "Monuments" (1986) e "La Star" (1990). Gli ultimi due ebbero Carole Bouquet come testimonial.
Nel 1993 sempre Carole Bouquet apparve in un nuovo spot diretto da Bettina Rheims intitolato Sentiment Troublant, in cui l'attrice francese recita un famoso monologo tratto dal film Gilda del 1946.
Nel 1998 lo spot per Chanel Nº 5 intitolato Le Chaperon rouge, ideato da Jacques Helleu (direttore artistico di Chanel) fu diretto da Luc Besson, usa come figura la modella Estella Warren che interpreta una moderna Cappuccetto Rosso ammansitrice del lupo, con la Tour Eiffel sullo sfondo. Milo Manara ne ha disegnato lo storyboard e Patrice Garcia le scenografie, realizzate in uno studio di Cinecittà. Il lupo in realtà era un esemplare di cane lupo di Saarloos di colore grigio scuro e la sua musica è un brano di Danny Elfman tratto dalla colonna sonora del film Edward mani di forbice.

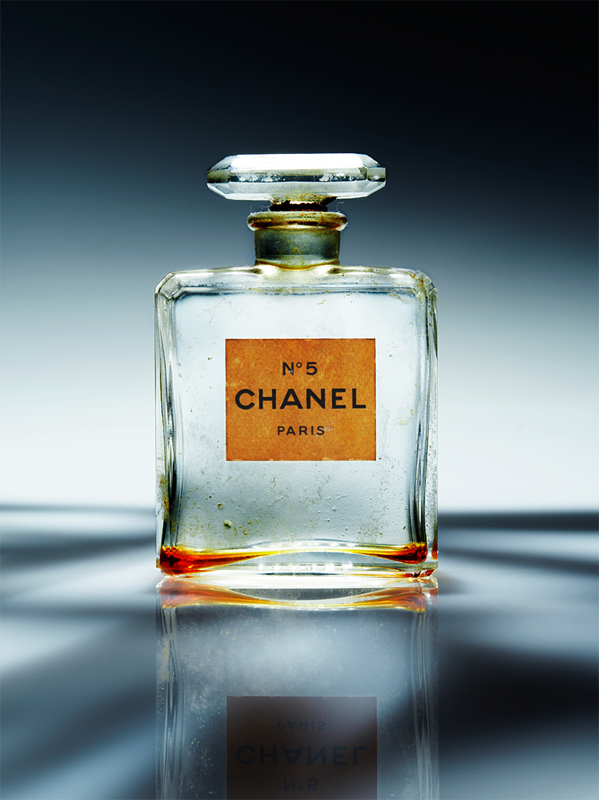
Chanel No. 5 fragrance

Una successiva campagna pubblicitaria, intitolata Eau de Première, ha utilizzato l'attrice Nicole Kidman, vestita con un abito nero scollato sulla schiena disegnato da Karl Lagerfeld, su cui appare un medaglione (composto da 687 diamanti) con il logo dell'essenza. La Kidman interpretava l'"attrice più famosa al mondo". Lo spot è andato in onda per la prima volta in Italia il 6 dicembre 2004, preannunciato per settimane da cortissimi frammenti dello spot integrale. Lo spot diretto da Baz Luhrmann ed utilizzante la medesima ambientazione del film Moulin Rouge! è stato girato presso i Fox Studios di Sydney, fra il 19 ed il 23 dicembre 2003. La musica che accompagna lo spot è Clair De Lune di Debussy, suonata dalla Sydney Symphony Orchestra diretta da Craig Armstrong. Al fianco di Nicole Kidman, l'attore brasiliano Rodrigo Santoro.
Train de nuit è la campagna pubblicitaria ideata da Jean-Pierre Jeunet, iniziata dal 5 maggio 2009 e con l'attrice Audrey Tautou, in un spot ambientato sull'Orient Express. La stessa attrice è stata scelta dalla casa di moda Chanel per impersonare Coco Chanel nel film Coco avant Chanel - L'amore prima del mito.
Nell'ottobre 2012 la maison Chanel ha diffuso una nuova campagna pubblicitaria che vede come protagonista l'attore americano Brad Pitt, il primo uomo a divenire il volto della fragranza. Lo spot, diretto da Joe Wright, è stato molto criticato e si è rivelato un flop. Nello stesso mese, la maison ottiene la registrazione vocale di un'intervista a Marilyn Monroe in cui per la prima volta vengono citate le famose due gocce di Chanel N°5.
A ottobre 2014 Baz Luhrmann collabora nuovamente con Chanel realizzando un mini-film per la campagna pubblicitaria di Chanel Nº 5. Il mini-film è interpretato dalla supermodella Gisele Bündchen e dall'attore olandese Michiel Huisman, accompagnato da una versione lenta e romantica di You're the One That I Want, celebre brano di Grease interpretato dal cantante statunitense Lo-Fang.
Nell'ottobre 2016 la campagna pubblicitaria per Chanel N°5 L'Eau, diretta da Johan Renck, vede come protagonista la giovane modella e attrice Lily-Rose Depp. Lo spot gioca sui paradossi: la modella interpreta una ragazza misteriosa ed eclettica che è allo stesso tempo notte e giorno, domande e risposte, controllo e accesso, artista e musa, vulnerabile e invincibile, ribelle e creativa: «Mi conosci, e non mi conosci», proprio come la fragranza. La pubblicità porta la firma del fotografo Karim Sadli, mentre la colonna sonora è stata creata apposta per lo spot da Krister Linder.
Il 29 ottobre 2020 è uscita una campagna pubblicitaria per il profumo con protagonista l'attrice francese Marion Cotillard, diretta da Johan Renck e vedeva Cotillard che ballava sulla luna con il ballerino francese Jérémie Bélingard mentre cantava una cover della canzone "Team" della cantante Lorde.

## Ambasciatori celebrità
- Coco Chanel (1937)[23]
- Suzy Parker (1957)[24]
- Ali MacGraw (1966)[25]
- Jean Shrimpton (1971)[26]
- Catherine Deneuve (1969–1979)[27][28]
- Carole Bouquet (1986–1997)[29][30]
- Estella Warren (1998–2000)[31][32]
- Nicole Kidman (2004–2005)[33][34][35]
- Audrey Tautou (2009)[36]
- Brad Pitt (2012)
- Marilyn Monroe (2013)[37]
- Gisele Bundchen (2014)[38]
- Lily-Rose Depp (2016–2019)[39][40]
- Marion Cotillard (2020–presente)